# Federazione di baseball e softball della Norvegia
La Federazione norvegese di baseball e softball (nor. Norges Softball og Baseball Forbund) è un'organizzazione fondata nel 1991 per governare la pratica del baseball e del softball in Norvegia.
Organizza il campionato maschile e di softball femminile, e pone sotto la propria egida la nazionale maschile e di softball femminile.